# Río Shuya

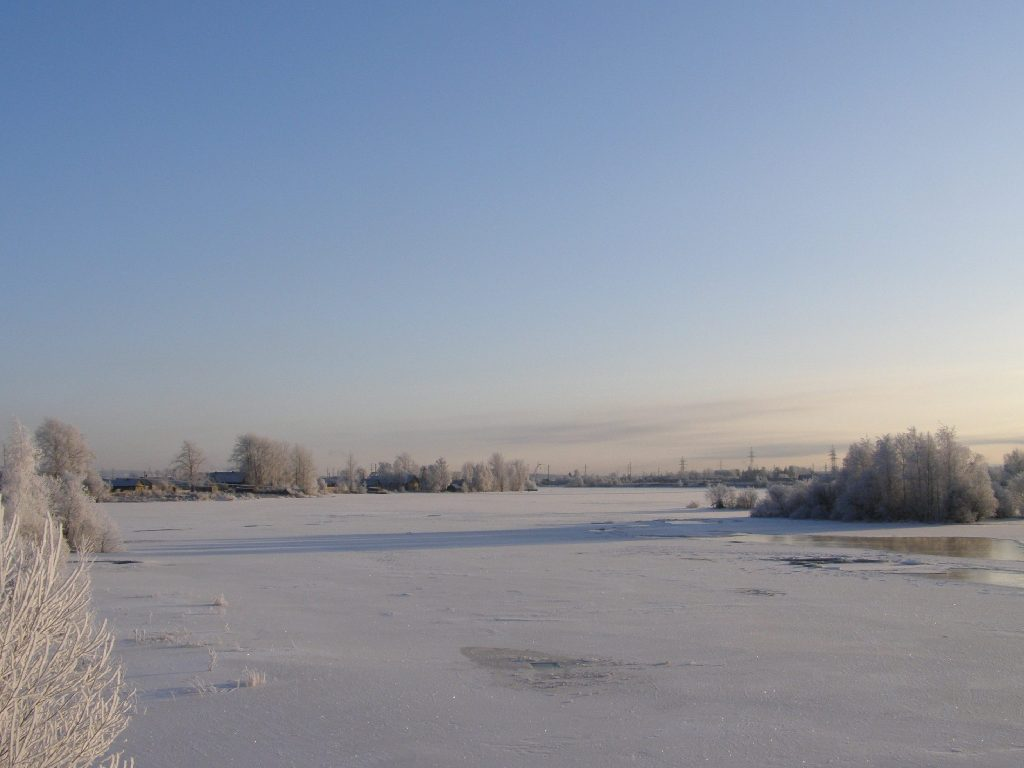
El río congelado cerca de Shuya, la localidad que le nombra

El río Shuya (en finés: Suojoki, y también Suoju; en ruso: Шуя)  es un corto río de la parte septentrional de la Rusia europea que discurre íntegramente por la república de Karelia. Tiene una longitud de 194 km y drena una cuenca de 10.100 km². El Shuya nace en el lago Suojärvi y fluye a través de los lagos Vagatozero y  Shotozero (74 km²) y desagua en el lago Logmozero (16 km²). El Logmozero drena en el lago Onega mediante varios canales y conductos. La ciudad más importante próxima al río es Petrozavodsk (con un población estimada en 2010 de  270.601 habitantes), localizada en la orilla izquierda del lago Onega, próxima a la desembocadura del Shuya.
El río Shuya se congela de noviembre a enero y está bloqueado por el hielo hasta abril-primera quincena de mayo. Sus principales afluentes son los ríos  Chalna (Чална), Wilga (Вилга), Kutizhma (Кутижма), Svyatreka  (Святрека), Syapsya (Сяпся), Nyalma (Няльма), Suoyoki (Суойоки) y Tarasyoki (Тарасйоки).
En el río se han construido varias pequeñas centrales hidroeléctricas, propiedad de Hidro Karelia.